# Robledillo de Gata
Robledillo de Gata – gmina w Hiszpanii, w prowincji Cáceres, w Estramadurze, o powierzchni 31,07 km². W 2011 roku gmina liczyła 116 mieszkańców.